# Dysschema palmeri
Dysschema palmeri là một loài bướm đêm thuộc phân họ Arctiinae, họ Erebidae.